# Nikolai Gumilev
Nikolai Stepanovitch Gumilev, em russo: Никола́й Степа́нович Гумилёв (15 de abril de 1886 — 25 de agosto de 1921) foi um influente poeta, crítico literário e militar russo. Foi o primeiro marido de Anna Akhmátova e o pai do historiador Lev Gumilev. Seria preso e executado pela Cheka, a polícia secreta soviética, em 1921.

## Biografia
Nasceu em Kronstadt, na ilha de Kotlin, como filho do físico naval Stepan Yakovlevich Gumilyov e de Anna Ivanovna L'vova. Seu apelido na infância era "Montigomo" (garra de falcão). Estou no Tsarskoye Selo, onde foi aluno do poeta Innokenti Annenski. Mais tarde, Nikolai admitiu que a influência de Annenski que o fez decidir optar a escrever poesia.
Casou-se com a poetisa Anna Akhmatova em 25 de abril de 1910. Ele dedicou-lhe alguns de seus poemas. Em 1912, nasce o filho do casal, Lev Gumilyov, que mais tarde viria a ser um influente e controverso historiador.